# Cuộc đua xe đạp tranh Cúp truyền hình Thành phố Hồ Chí Minh 1989
Cuộc đua xe đạp toàn quốc tranh Cúp truyền hình Thành phố Hồ Chí Minh 1989 là giải đấu đầu tiên của Cuộc đua xe đạp toàn quốc tranh Cúp truyền hình Thành phố Hồ Chí Minh do Đài Truyền hình Thành phố Hồ Chí Minh và Phòng Thể dục - Thể thao quận Gò Vấp phối hợp tổ chức, diễn ra từ ngày 29 tháng 8 đến ngày 2 tháng 9 năm 1989. Cuộc đua gồm 4 chặng với tổng lộ trình 514 km, đi từ Thành phố Hồ Chí Minh đến thành phố Đà Lạt (Lâm Đồng) và ngược lại. Tổng cộng có 95 vận động viên đến từ 20 đội đua trên cả nước tham dự cuộc đua lần này.
Cuộc đua lần đầu tiên được tổ chức từ ý tưởng của Nghệ sĩ nhân dân Phạm Khắc, Phó giám đốc Đài Truyền hình Thành phố Hồ Chí Minh lúc bấy giờ. Ban tổ chức công bố việc tổ chức cuộc đua nhằm hướng tới kỷ niệm 44 năm Quốc khánh Việt Nam, 20 năm thực hiện Di chúc Hồ Chí Minh.

## Danh sách tham dự
Cuộc đua lần đầu tiên gồm các đội đua:
Danh sách này không đầy đủ, bạn cũng có thể giúp mở rộng danh sách.
- Xí nghiệp Chế biến Thực phẩm quận Gò Vấp
- Thuốc lá Gò Vấp
- Công An Nhân Dân
- Công an Thành phố Hồ Chí Minh
- Công an Tiền Giang
- Công an Hậu Giang
- Công ty xuất nhập khẩu Tân Bình
- Công nhân Hóa chất
- Quận 1 (Nước hoa Thanh Hương)
- Quận Tân Bình
- Cửa hàng Lương thực Trung tâm quận 5
- Quận Bình Thạnh
- Quận 11
- An Giang
- Hà Nội

## Lộ trình
| 1 | 29 tháng 8 | Thành phố Hồ Chí Minh đi Bảo Lộc (Lâm Đồng) | 148 km          |                 |                 |                 |
| 2 | 30 tháng 8 | Bảo Lộc đi Đà Lạt (Lâm Đồng)                | 115 km          |                 |                 |                 |
| — | 31 tháng 8 | Nghỉ tại Đà Lạt                             | Nghỉ tại Đà Lạt | Nghỉ tại Đà Lạt | Nghỉ tại Đà Lạt | Nghỉ tại Đà Lạt |
| 3 | 1 tháng 9  | Đà Lạt đi Bảo Lộc                           | 103 km          |                 |                 |                 |
| 4 | 2 tháng 9  | Bảo Lộc đi Thành phố Hồ Chí Minh            | 148 km          |                 |                 |                 |

## Xếp hạng chung cuộc
|               | Vận động viên    | Đội                           |
| ------------- | ---------------- | ----------------------------- |
| Áo vàng       | Lư Hồng Đức      | Công an Thành phố Hồ Chí Minh |
| Áo chấm đỏ    | Phạm Minh Tân    | Quận 1 (Nước hoa Thanh Hương) |
| Áo xanh       | Lư Hồng Đức      | Công an Thành phố Hồ Chí Minh |
| Giải đồng đội | Công An Nhân Dân | Công An Nhân Dân              |

## Truyền hình
Các chặng đua được ghi hình và phát sóng trên Kênh 9 (nay là HTV9) vào ngày hôm sau.